# Banlieue

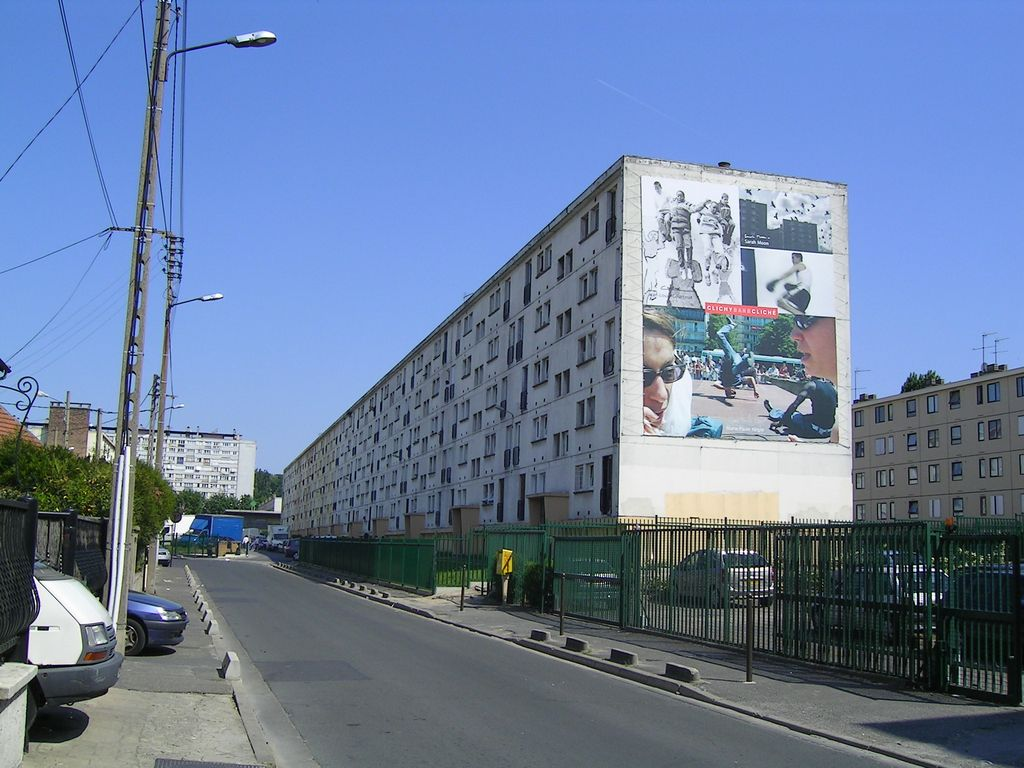
Inmuebles de viviendas de Clichy-sous-Bois, en la banlieue noreste de París, en el departamento de Sena-San Denis (conocido por su código postal, el 93).

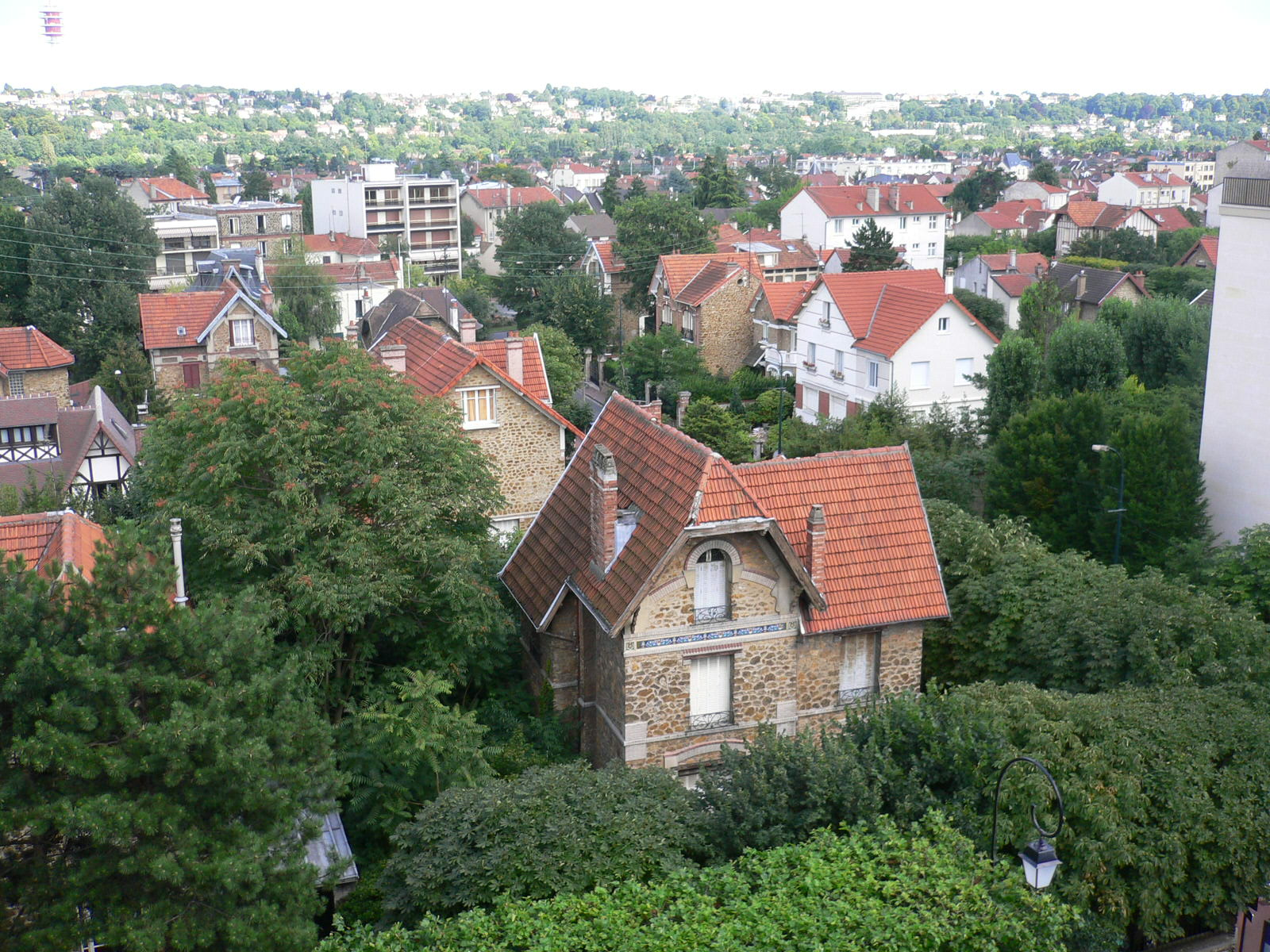
Vista de un barrio de Saint-Maur-des-Fossés, en la banlieue sureste de París, en el departamento de Val-de-Marne.

Banlieue (pronunciado /bɑ̃ljø/ (escucharⓘ)) es un término francés con el cual se denomina la periferia de las grandes ciudades, a saber el conjunto de los municipios que las rodean. Según su desarrollo histórico, existen por lo tanto banlieues burguesas y acomodadas, banlieues obreras o humildes, y banlieues desfavorecidas y deprimidas.
En la región de París, según la distancia a la que se encuentran estos municipios, se habla de proche banlieue o petite couronne (pequeña corona o cinturón) para los municipios más cercanos y grande banlieue o grande couronne (gran corona o cinturón) para los municipios más alejados. A fin de unificar la gestión de este denso cinturón urbano y para facilitar la conexión entre los municipios y el propio París, se creó el 1 de enero de 2016 la Metrópolis del Gran París, una estructura administrativa que reagrupa los 123 municipios de la petite couronne (Altos del Sena, Sena-San Denis y Valle del Marne) y 7 municipios de la grande couronne (de Essonne y Valle del Oise). Este conjunto formado por París y su banlieue más cercana cuenta 7,2 millones de habitantes.
En español, desde los disturbios ocurridos en 2005, se utiliza para referirse a los barrios marginales del extrarradio de las grandes ciudades de Francia, con gran concentración de inmigrantes no europeos.

## Etimología
Banlieue es un término heredado de la Edad Media y atestado desde el siglo XII o XIII. Proviene de ban, que designaba el territorio bajo la jurisdicción de un señor feudal, y de lieue, una antigua unidad de longitud, por lo que en español sería "legua de feudo". Se refería a un territorio situado a más o menos una legua de distancia de las ciudades, más allá de las murallas, pero bajo la misma jurisdicción que el núcleo urbano.

## Historia

### Desde los años 1960
A partir de los años 1960, se construyeron en las periferias de las capitales de provincia francesa más importantes, zonas residenciales en las que se empezó a concentrar en un primer tiempo la población obrera, principalmente. Dicha población estaba ya en los años 60 compuesta de numerosos inmigrantes magrebíes y africanos, así como de gran número de descendientes de inmigrantes europeos que se sumaban a las poblaciones procedentes del propio éxodo rural francés. Estas barriadas se asentaron en lo que antes eran pueblos o ciudades pequeñas próximas a las capitales, y así pasaron a convivir dichos obreros con una población de origen burgués que se había asentado residencialmente en esas zonas por elección, para escapar del bullicio de la gran urbe. Eso provoca que hoy día, en muchas de estas "banlieues" se vea una frontera arquitectónica clara entre una zona de chalets y casas monofamiliares y otra de grupos masivos de edificios de 20 plantas y a veces más de 50 apartamentos por planta, reunidos en zonas llamadas cité. Este contraste visual plasma un contraste social de gran magnitud, y es una de las claves para entender lo que se ha denominado muchas veces malestar del extrarradio ("malaise des banlieues"). 
La estructuración urbanística de estas barriadas es a menudo pobre en cuanto a comercios, centros de ocio, y aunque algunas contengan parques de especial magnitud e incluso partes de bosque, las zonas verdes suelen ser puramente utilitarias y muchas veces determinan fronteras entre barrios de la misma barriada. Pero el elemento principal de esta estructura es la cité. El término ha dado nacimiento por otra parte al de cultura de las cités, que refleja unas características socioculturales propias de estas zonas.

## Segregación y comunitarismo
En los últimos años, el comunitarismo se ha vuelto más frecuente en Francia. Algunos suburbios, como La Courneuve, Sarcelles y Toulouse-Le Mirail, están habitados casi exclusivamente por personas procedentes del África subsahariana y del norte de África. Estos proyectos de vivienda, construidos por arquitectos como Le Corbusier, Aillaud y Candilis, se han convertido en guetos comunales..